# Maréchal d’Empire

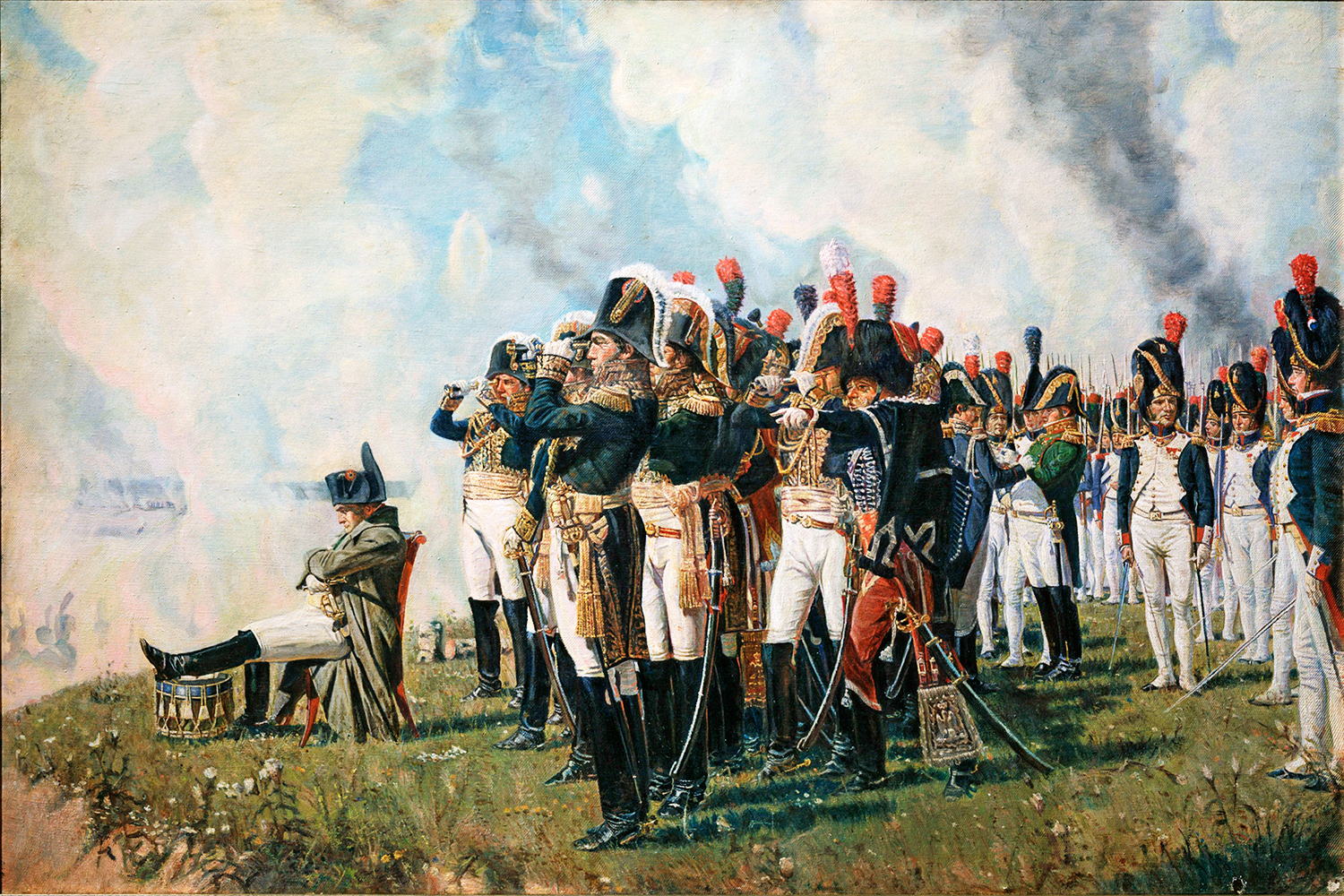
Napoléon und seine Marschälle in der Schlacht bei Borodino 1812 (Gemälde von Vassili Verechtchaguine, 1897)

Napoleonischer Marschallstab

Der Titel Maréchal d’Empire entstammt dem Ersten Kaiserreich und wurde zwischen 1804 und 1815 an 18 französische Generäle verliehen. Der Titel wurde am Tag der Kaiserkrönung im Jahre 1804 als Ersatz für den vorangegangenen und mit der Französischen Revolution abgeschafften Maréchal de France eingeführt. 1815, während der Herrschaft der Hundert Tage, wurde er zum letzten Mal verliehen, der Begünstigte war Emmanuel de Grouchy.
Das Maréchalat diente, wie verschiedene andere Adelstitel, zur finanziellen Versorgung, zur Dekoration und als anderweitiges Privileg. Militärisch konnte ein Maréchal sicher sein, in einem Feldzug das Kommando über mindestens ein Korps (oder mehrere) zu erhalten.

## Geschichte
Da die Bezeichnung Maréchal de France des Ancien Régime mit der Revolution abgeschafft worden war, wurde auf Veranlassung von Napoleon Bonaparte am 18. Mai 1804 durch den Senat mit einem „Sénatus-consulte“ (Senatsbeschluss) vom 18. Mai 1804 der Titel des Maréchal d’Empire eingeführt. Es kamen zunächst 14 Generäle und vier Senatoren im Generalsrang in den Genuss, ihn zu führen, was ihnen am nächsten Tag mitgeteilt wurde. Die Herren sollten damit für gezeigte Fähigkeiten und erwiesene Verdienste belohnt werden.

« DÉCRET IMPÉRIAL

NAPOLÉON, Empereur des Français, décrète ce qui suit :
Sont nommés maréchaux de l’Empire, les généraux Berthier, – Murat,
– Moncey, – Jourdan, – Masséna, – Augereau, – Bernadotte, – Soult, – Brune, – Lannes, – Mortier, – Ney, – Davout, – Bessières.
Le titre de maréchal d’Empire est donné aux sénateurs Kellermann, – Lefebvre, – Pérignon et Sérurier qui ont commandé en chef.
Donné à Saint-Cloud, le 29 floréal an XII.

NAPOLÉON. »

„Kaiserliches Dekret
Napoléon, Kaiser der Franzosen, ordnet folgendes an:
Zu Marschällen des Reichs werden ernannt die Generäle Berthier, – Murat, – Moncey, – Jourdan, – Masséna, – Augereau, – Bernadotte, – Soult, – Brune, – Lannes, – Mortier, – Ney, – Davout, – Bessières.
Der Titel Marschall des Reichs wird den Senatoren Kellermann, – Lefebvre, – Pérignon und Sérurier verliehen, die als Oberbefehlshaber fungierten.
Gegeben zu Saint-Cloud, den 19. Mai 1804.
NAPOLÉON.“

Die Gesamtzahl der Marschälle im aktiven Dienst wurde dann auf 18 festgelegt. Um sicherzugehen, dass diese Anzahl die Höchstgrenze bildete, wurde bestimmt, dass neue Marschälle nur ernannt werden durften, wenn, durch welche Umstände auch immer, eine Stelle frei wurde. So kam es 1809, als Berthier zum Vice-connétable de l’Empire, Jourdan zum Stabschef der Armée d’Espagne (Spanische Armee) und Murat zum König von Neapel aufstieg. Lannes starb noch im gleichen Jahr; die Marschälle Bessières und Poniatowski waren gefallen. Eine weitere Vakanz unter den Generälen entstand, als Bernadotte 1810 Kronprinz von Schweden wurde.
Die Boulevards, die in Paris an der Stelle der früheren zweiten Stadtumwallung angelegt wurden, tragen die Namen dieser Marschälle. Ausgenommen sind Augereau, Bernadotte, Grouchy, Marmont, Moncey, Oudinot und Pérignon. Nach Augereau, Moncey, Oudinot und Pérignon wurden andere Straßen benannt. Bernadotte, Marmont und Grouchy wurden nicht geehrt, die beiden ersteren, weil sie als Verräter galten, und der letztere, weil er für die Niederlage in der Schlacht bei Waterloo verantwortlich gemacht wurde.

## Liste der 26 Marschälle
| Maréchal                                 | Titel | Geboren | Verstorben | Ernennung | Portrait |
| ---------------------------------------- | --- | ------- | ---------- | --------- | -------- |
| Charles Pierre François Augereau         | duc de Castiglione | 1757    | 1816       | 1804      |          |
| Charles-Jean-Baptiste Jules Bernadotte   | prince souverain de Pontecorvo | 1763    | 1844       | 1804      |          |
| Louis-Alexandre Berthier                 | prince souverain de Neuchâtel et de Valangin und prince de Wagram                                                                                                 | 1753    | 1815       | 1804      |          |
| Jean-Baptiste Bessières                  | duc d’ Istrie | 1768    | 1813       | 1804      |          |
| Guillaume Marie-Anne Brune               | comte d’Empire | 1763    | 1815       | 1804      |          |
| Louis Nicolas Davout                     | prince d’Eckmühl und duc d’Auerstaedt | 1770    | 1823       | 1804      |          |
| Jean-Baptiste Jourdan                    | comte d’Empire | 1762    | 1833       | 1804      |          |
| François-Christophe Kellermann           | duc de Valmy | 1735    | 1820       | 1804      |          |
| Jean Lannes                              | prince souverain de Sievers und duc de Montebello | 1769    | 1809       | 1804      |          |
| François Joseph Lefebvre                 | duc de Dantzig | 1755    | 1820       | 1804      |          |
| André Masséna                            | prince d'Essling und duc de Rivoli | 1758    | 1817       | 1804      |          |
| Bon Adrien Jeannot de Moncey             | duc de Conegliano | 1754    | 1842       | 1804      |          |
| Édouard Adolphe Mortier                  | duc de Trévise | 1768    | 1835       | 1804      |          |
| Joachim Murat                            | Grand-duc de Berg et de Clèves, roi de Naples et des Deux-Siciles (Großherzog von Kleve und Berg, König von Neapel und beider Sizilien)                           | 1767    | 1815       | 1804      |          |
| Michel Ney                               | prince de la Moskowa und duc d’Elchingen | 1769    | 1815       | 1804      |          |
| Catherine-Dominique de Pérignon          | comte d’Empire | 1754    | 1818       | 1804      |          |
| Jean Mathieu Philibert Sérurier          | comte d’Empire | 1742    | 1819       | 1804      |          |
| Nicolas Jean-de-Dieu Soult               | duc de Dalmatie | 1769    | 1851       | 1804      |          |
| Claude Victor-Perrin genannt Victor      | duc de Bellune | 1764    | 1841       | 1807      |          |
| Jacques MacDonald                        | duc de Tarente | 1765    | 1840       | 1809      |          |
| Auguste Frédéric Louis Viesse de Marmont | duc de Raguse | 1774    | 1852       | 1809      |          |
| Charles Nicolas Oudinot                  | duc de Reggio | 1767    | 1847       | 1809      |          |
| Louis Gabriel Suchet                     | duc d'Albufera | 1770    | 1826       | 1811      |          |
| Laurent de Gouvion Saint-Cyr             | comte d’Empire | 1764    | 1830       | 1812      |          |
| Józef Antoni Poniatowski                 | prince de Pologne et du Saint-Empire romain germanique, généralissime des Polonais (Fürst von Polen und des Heiligen Römischen Reiches, Generalissimus der Polen) | 1763    | 1813       | 1813      |          |
| Emmanuel de Grouchy                      | comte d’Empire | 1766    | 1847       | 1815      |          |